# Laul Talking
Laul Talking är en webbTV-talkshow med Robert Laul som programledare. Programmet inriktar sig på allt som har med fotboll att göra. Det första avsnittet sändes april 2011 och nya avsnitt kom därefter en gång i veckan. Laul Talking är en vidareutveckling av webbTV-talkshowen Laul Calling, med mer fördjupning om fotboll. Sportbladetkrönikörerna Simon Bank och Erik Niva är ständiga gäster. Programmet produceras av Sportbladet TV och spelas in i Aftonbladets egen studio i centrala Stockholm. Webbproducent är Amanda Fredin.